# Baikiaea plurijuga

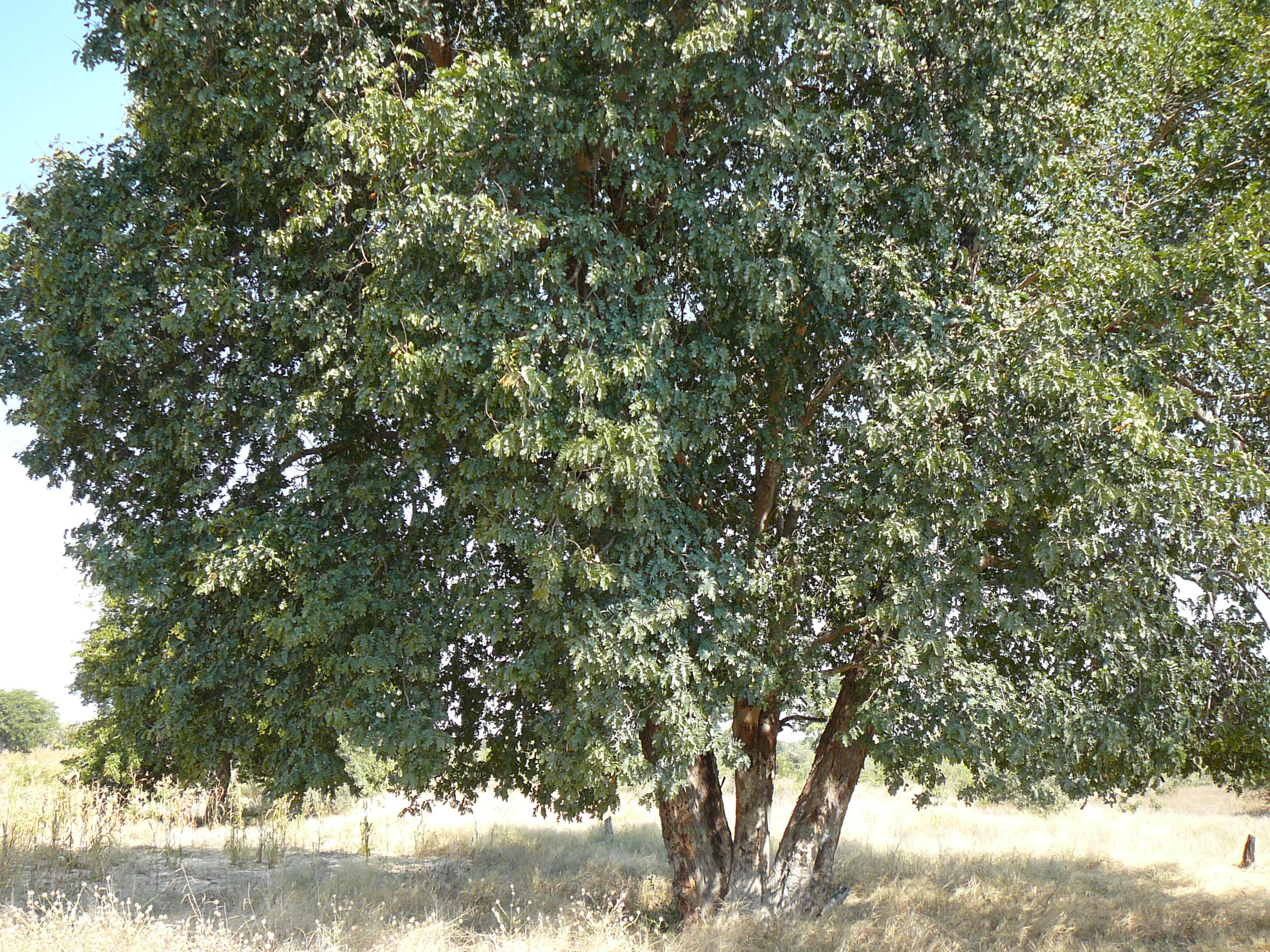
Baikiaea plurijuga - MHNT

Baikiaea plurijuga é uma espécie vegetal da família Fabaceae.
Pode ser encontrada nos seguintes países: Angola, Botswana, Namíbia, Zâmbia e Zimbabwe.